# Stereocyclops
Stereocyclops és un gènere de granotes de la família Microhylidae que és endèmic del Brasil.

## Taxonomia
- Stereocyclops incrassatus (Cope, 1870).
- Stereocyclops parkeri (Wettstein, 1934).